# Edward Balcerzan
Edward Balcerzan (* 13. Oktober 1937 in Wowtschansk, Ukrainische Sozialistische Sowjetrepublik) ist ein polnischer Literaturhistoriker, Literaturtheoretiker, Lyriker, Prosaschriftsteller, Literaturkritiker und Übersetzer. In seinen wissenschaftlichen Untersuchungen beschäftigt er sich vorwiegend mit der polnischen Lyrik des 20. Jahrhunderts.

## Leben
Balcerzan wurde in Wowtschansk geboren, wo er während des Zweiten Weltkrieges lebte. Im Sommer 1946 siedelte er nach Stettin um und besuchte dort das Gymnasium. Bereits als Schüler veröffentlichte er Gedichte. Nach dem Abitur nahm er 1956 ein Studium der Polonistik an der Adam-Mickiewicz-Universität in Posen auf. Während seiner Studienzeit war er von 1957 bis 1959 Mitglied des Posener Literaturkreises Wiatraki und 1958 der Stettiner Gruppe Metafora. Zudem heiratete er 1959 die spätere Schriftstellerin Bogusława Latawiec. Nachdem er 1961 den Magister erworben hatte, kehrte er nach Stettin zurück und arbeitete dort zunächst als Bibliothekar der Technischen Universität Stettin. Daneben arbeitete er mit der regionalen Redaktion des Polskie Radio und regionalen Zeitschriften zusammen. Bereits 1962 siedelte er wieder nach Posen, wo er als Wissenschaftlicher Assistent an der Adam-Mickiewicz-Universität angestellt wurde. Zeitgleich arbeitete er ab 1963 für das Wydawnictwo Poznańskie. Nach seiner Promotion 1968 mit der Arbeit Bruno Jasieński po polsku i po rosyjsku. Stylistyczne problemy dwujęzyczności leitete er von 1968 bis 1972 den Literaturteil der Monatsschrift Nurt, mit der er bis 1981 zusammenarbeitete. Nach seiner Habilitation 1972 mit der Arbeit Przez znaki. Granice autonomii sztuki poetyckiej na materiale polskiej poezji współczesnej wurde er Mitglied des Komitet Nauki o Literaturze Polskiej an der Polnischen Akademie der Wissenschaften und 1973 Dozent an der Adam-Mickiewicz-Universität. In den folgenden Jahren gab er Vorlesungen und leitete Seminare in Stockholm und Uppsala (1977, 1979 und 1984) sowie von 1981 bis 1983 in Turku. Bereits 1980 wurde er Mitglied der Solidarność. 1985 wurde er außerordentlicher Professor und 1990 ordentlicher Professor und übernahm in diesem Jahr die Leitung des Instituts für Literaturtheorie an der Adam-Mickiewicz-Universität. Von 2009 bis 2011 war er Jurymitglied des Nike-Literaturpreises.
Er wohnt in Posen.

## Publikationen

### Lyrik
- Morze, pergamin i ty, 1960
- Podwójne interlinie, 1964
- Granica na moment. Wiersze, przekłady, pastisze, 1969
- Późny wiek, 1972
- Wiersze niewszystkie, 2007

### Prosa
- Pobyt, 1964
- Któż by nas takich pięknych. Tryptyk, 1972
- Perehenia i słoneczniki, 2003

### Sachbücher
- Styl i poetyka twórczości dwujęzycznej Brunona Jasieńskiego. Z zagadnień teorii przekładu, 1968
- Oprócz głosu. Szkice krytycznoliterackie, 1971
- Przez znaki. Granice autonomii sztuki poetyckiej. Na materiale polskiej poezji współczesnej, 1972
- Poezja polska w latach 1939–1965, 1982–1988
- Kręgi wtajemniczenia. Czytelnik, badacz, tłumacz, pisarz, 1982
- Włodzimierz Majakowski, 1984
- Liryka Juliana Przybosia, 1989
- Przygody człowieka książkowego, 1990
- Poezja polska w latach 1918–1939, 1996
- Śmiech pokoleń, płacz pokoleń, 1997
- Literatura z literatury. (Strategie tłumaczy), 1998
- Poezja polska w latach 1939–1968, 1998
- O nowatorstwie, 2004
- Zuchwalstwa samoświadomości, 2005
- Tłumaczenie jako „wojna światów“. W kręgu translatoryki i komparatystyki, 2009

## Übersetzungen
- Sascha Tschorny: Wyspa dzieci, 1976
- Gennadi Aigi: Pola-sobowtóry. Wiersze 1954–1994, 1995

## Auszeichnungen
- 1975: Goldenes Verdienstkreuz der Republik Polen
- 1981: Verdienter der polnischen Kultur
- 1999: Sonderpreis der Literatura na Świecie
- 2007: Gloria-Artis-Medaille für kulturelle Verdienste
- 2016: Kazimierz-Wyka-Preis